# Frullania reflexistipula
Frullania reflexistipula là một loài Rêu trong họ Jubulaceae. Loài này được Sande Lac. mô tả khoa học đầu tiên năm 1854.